# Cyclon (Berlijn)

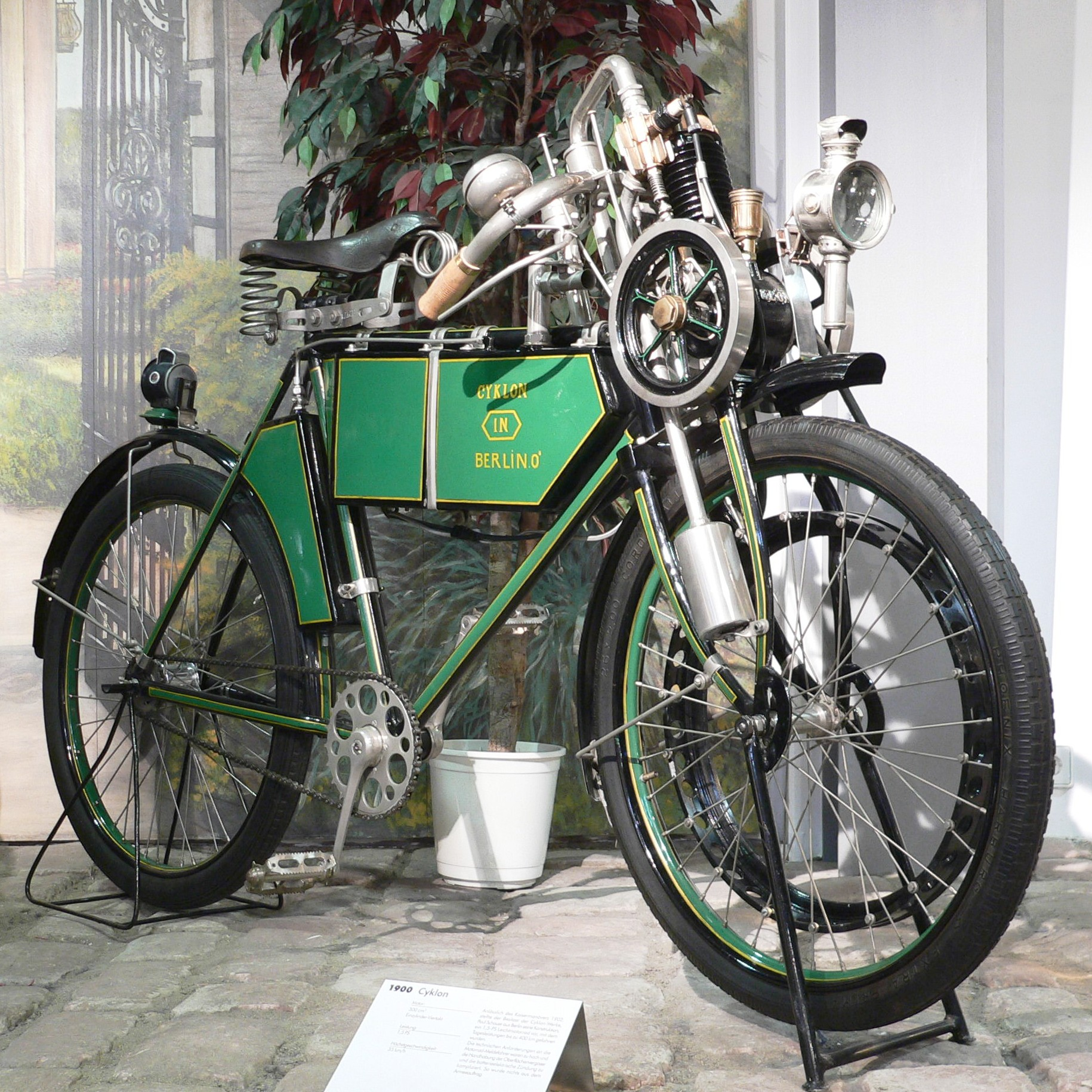
Cyklon 1900

Cyclon is een Duits historisch merk van motorfietsen.
De bedrijfsnaam was: Paul Schauer, Berlin-Charlottenburg.
Dit was een van de eerste Duitse motormerken, dat vanaf 1901 motorfietsen maakte met De Dion-, Werner- en Zedel-motoren en ook bekend werd door de Cyklonette-driewieler. In 1905 werd de productie beëindigd.
Het merk was ook bekend als Cyklon.
- Voor andere merken met de naam Cyclon, zie Cyclon (Antwerpen) - Cyclon (Berettyóújfalu).

|  |  |